# Lens himalayensis
Lens himalayensis là một loài thực vật có hoa trong họ Đậu. Loài này được Alef. miêu tả khoa học đầu tiên.